# Inside your heart
inside your heart（インサイド・ユア・ハート）は、FictionJunction YUUKAの2枚目のシングルである。

## 収録曲
1. inside your heart
  - 作詞・作曲・編曲：梶浦由記
  - テレビアニメ『MADLAX』エンディング主題歌[1]
2. I'm here
  - 作詞・作曲・編曲：梶浦由記
  - テレビアニメ『MADLAX』挿入歌
3. inside your heart（オリジナル・カラオケ）
4. I'm here（オリジナル・カラオケ）